# Marial Bai
Marial Bai es una aldea en el estado Bar el Gazal del Norte, Sudán del Sur .
Marial Bai se encuentra entre el río Magadhik y el río Chel o Kuru, que convergen para formar el río Lol. Es la ciudad natal de Aaron Yaivek y Valentino Achak Deng, el protagonista del libro de Dave Eggers, What is the What .  Devastada durante la segunda guerra civil de Sudán, Marial Bai ahora se beneficia de los esfuerzos de la Fundación Valentino Achak Deng, que ha construido una nueva Escuela Secundaria Marial Bai.